# Comuna Viljevo, Osijek-Baranja
Viljevo este o comună în cantonul Osijek-Baranja, Croația, având o populație de 2.065 de locuitori (2011).

## Demografie
Componența etnică a comunei Viljevo
     Croați (81,26%)
     Sârbi (16,46%)
     Romi (1,36%)
     Necunoscut (0,05%)
     Neclasificat (0,53%)
Componența confesională a comunei Viljevo
     Catolici (82,18%)
     Ortodocși (16,56%)
     Necunoscută (0,24%)
     Alte religii (1,02%)
Conform recensământului din 2011, comuna Viljevo avea 2.065 de locuitori. Din punct de vedere etnic, majoritatea locuitorilor (81,26%) erau croați, existând și minorități de sârbi (16,46%) și romi (1,36%). Apartenența etnică nu este cunoscută în cazul a 0,05% din locuitori. Din punct de vedere confesional, majoritatea locuitorilor (82,18%) erau catolici, cu o minoritate de ortodocși (16,56%). Pentru 0,24% din locuitori nu este cunoscută apartenența confesională.